# KLF6
KLF6‏ (Kruppel like factor 6) هوَ بروتين يُشَفر بواسطة جين KLF6 في الإنسان.